# .hack//XXXX
『.hack//XXXX』（ドットハックイクスフォス）は、「.hack//G.U.: The World」に連載された原案：松山洋、漫画：喜久屋めがねの漫画作品。

## 概要
位置づけとしてはゲーム版『.hack』の漫画版であるが、クビアの扱いや主人公のPCカラーなどの設定が大きく変更されている。X（イクス）が4つ並ぶタイトルの「XXXX」は、アニメ『.hack//SIGN』・ゲーム『.hack』・漫画およびアニメ『.hack//黄昏の腕輪伝説』から派生した4つ目の新しい解釈という意味と、カイト・八相・アウラ・クビアの4者の物語という意味が込められている。また、内容としては第1期にあたるが極めて後期の作品で、公開時期はゲーム『.hack//G.U.』などの第2期作品の製作時期と重なる。そのため第1期と第2期を繋ぐために、開発中の第2期作品から逆輸入された設定が存在する。
『.hack//G.U.: The World』本誌連載時はカイトたちがコルベニクに立ち向かう時点で終了したが、単行本ではその後のエピローグが加筆修正されている。

## あらすじ
赤い双剣士カイトは、ネットゲーム「The World」の中で「蒼海のオルカ」と名を馳せる友人のヤスヒコに連れられ、初めてゲームにログインした。そしてオルカのもとに突如現れた謎の少女から腕輪を授けられるが、直後に謎のモンスター「スケィス」に倒され意識不明となってしまう。
それから数日、ヤスヒコを救うため、カイトはブラックローズとミストラルを仲間に加えて、再びスケィスと対峙した。一向に倒れる気配の無いスケィスを前に絶望しかけたその時、カイトの右腕にオルカに渡るはずだった腕輪が輝き、腕輪から放たれた光によってスケィスを倒された。しかし、歓喜するカイトら元に突如現れた謎の少年クビアは、八相をすべて倒さなければ未帰還者は還ってこないと語る。
直後、バルムンクの下へと転送され、腕輪が未帰還者を生み出した違法プログラムと同様のものであると警告され、カイトは衝撃を受ける。同じころ、クビアは八相の内の一体「イニス」を倒していた、つまり彼も違法プログラムを使える者なのだった。

## 登場人物
カイト
PC。職業：双剣士。謎の少女(アウラ)から「黄昏の腕輪」を預かる。
クビア
クビアとは「超古代生物クビア」に由来する『The World』上の存在。
オルカ
PC。職業：剣士。ハイレベルのプレイヤー。
バルムンク
PC。職業：剣士。古参プレイヤーの1人。実力者。
ブラックローズ
PC。カイトの良き相棒で、後に『.hackers』の副リーダーになっている。
本作品中のヒロインキャラクター。
ミストラル
PC。職業：呪紋使い。
なつめ
PC。職業：双剣士。
エルク
PC。職業：呪紋使い。
ミア
ネコ型NPC。職業：剣士。
ヘルバ
PC。職業：呪紋使い。溜り場「ネットスラム」の管理者。素性は不明。
リョース
CC社のシステム管理者。CC社の社員。
アウラ
『The World』における女神ともいうべき存在、ハロルドが生み出した究極のAI。

## 単行本
- 松山洋・喜久屋めがね『.hack//XXXX』角川書店〈角川コミックスエース〉
  1. ISBN 4-04-713864-9 2006年9月7日
  2. ISBN 4-04-713907-6 2007年3月23日